# J. Scott Campbell
Jeffrey Scott Campbell (12 de abril de 1973) es un artista estadounidense de cómics.
Se inició profesionalmente bajo el nombre Jeffrey Scott, actualmente es popularmente conocido como J. Scott Campbell. Saltó a la fama como artista para Wildstorm Comics, actualmente trabaja para Marvel Comics (sobre todo como artista recurrente en las portadas de The Amazing Spider-Man), y en la industria de los videojuegos.

## Historia
Nació en East Tawas, Míchigan, aunque no tiene recuerdos de esa ciudad, ya que su familia se trasladó cuando él era muy joven a Denver, Colorado, lugar que considera su verdadera casa. Tiene una hermana menor, que es un arquitecto digital, y un hermano menor que es músico.
Cuando era niño, Campbell estaba más interesado en los dibujos animados, en vez de los cómics. Él comenzó a interesarse en los cómics cuando, siendo un adolescente, visitó la casa de un amigo, donde este le mostró  Uncanny X-Men  # 10, que contó con obras de Art Adams. Campbell, explica, "De inmediato me volvió loco por el libro. Ese libro tenía tantos detalles. El arte era fantástico. Simplemente me empezó a llevar. Simplemente me dio vueltas. De repente quería hacer esto, y sentí que podría ".

## Inicios de carrera

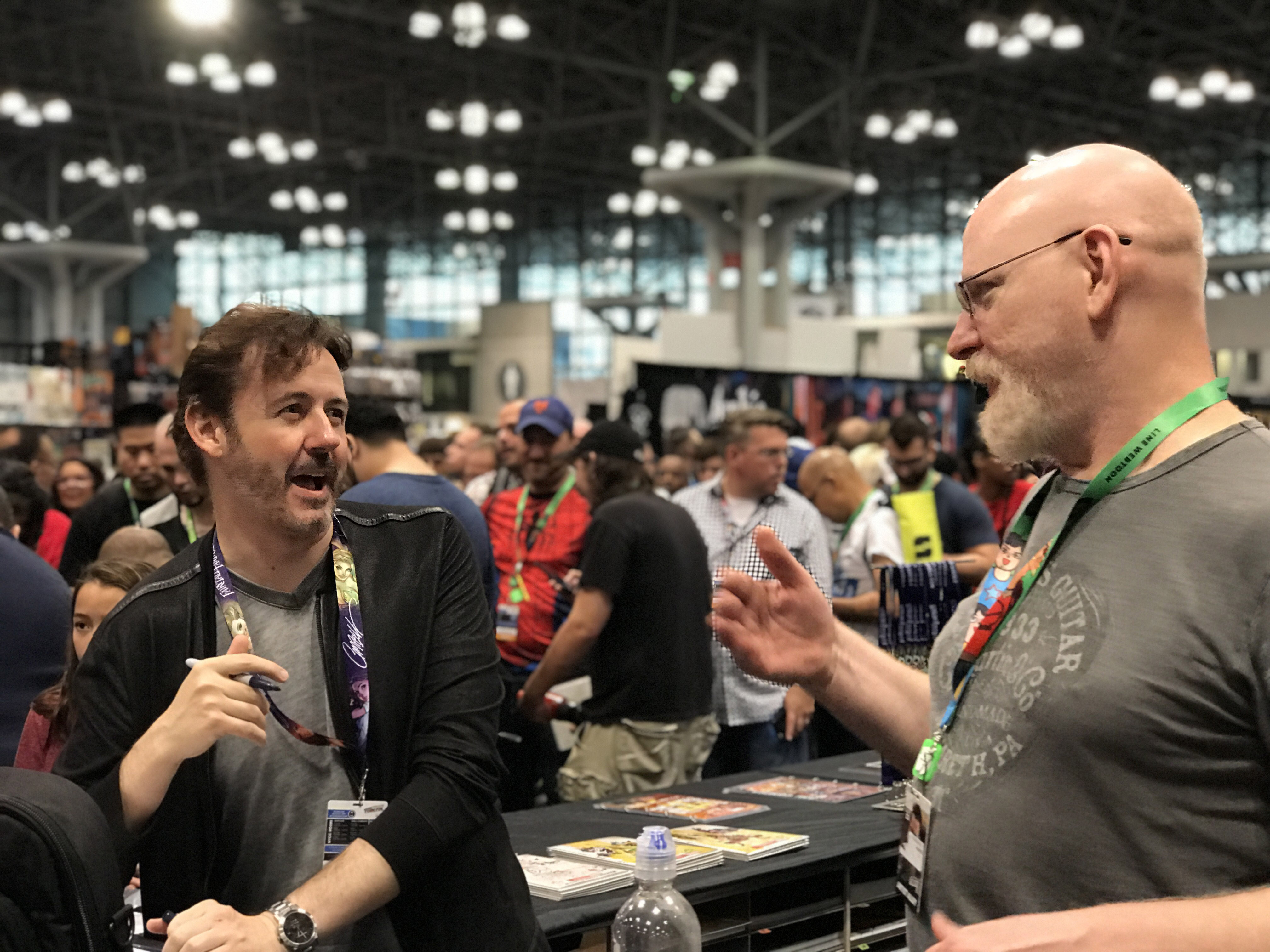
J. Scott Campbell y Arthur Adams en la Comic Con de Nueva York en 2017 © Luigi Novi

En 1989, Campbell, a la edad de dieciséis años, entró y ganó un concurso llamado "Inventa el Último Videojuego" publicado en el número 6 de la revista oficial de Nintendo, "Nintendo Power" (edición de mayo/junio), el concurso consistía en crear dibujos y conceptos para un nuevo videojuego. Enviando dibujos a color de los personajes principales de su juego diseñado además de una pequeña reseña que explicaba un poco la historia de los mismos, dicho juego se llamaba "Lockarm" y consistía en 12 niveles, su trabajo fue publicado en la revista como la obra ganadora.

### Wildstorm/DC
Después de graduarse de la escuela secundaria en Aurora, Colorado, Campbell comenzó a hacer trabajos independientes de arte comercial. Campbell estaba preparando sus trabajos para presentarlos en la San Diego Comic Con de 1993, puesto que series como WildC.A.T.S (estrenada por el estudio de publicaciones de Jim Lee), Wildstorm Productions (entonces llamado Homage Studios) anunciaba una búsqueda de talentos, en la que los lectores pudieran presentar obras de arte, por lo que Campbell armó un paquete que incluía una historia de cuatro páginas de WildC.A.T.S y lo envió. Una semana y media más tarde, Jim Lee telefoneó a Campbell y le preguntó si quería ir a San Diego a trabajar para él. Inicialmente trabajando bajo el nombre profesional Jeffrey Scott, el primer trabajo en cómics de Campbell fueron dos pinups para el Swimsuit Special  de Homage Studios en 1993.
Su trabajo posterior para Wildstorm incluía ilustraciones puntuales en WildC.A.T.S Sourcebook. and Stormwatch #0.
Campbell pasó a cocrear el grupo de superhéroes adolescentes Gen¹³, que debutó en Deathmate Black (septiembre de 1993), antes de ir a protagonizar su propia miniserie de cinco números en enero de 1994. La serie fue coescrito inicialmente por Brandon Choi y Jim Lee, pero Campbell fue coescritor de la edición #3. El equipo finalmente entregó su propia serie regular y continua, que se estrenó en marzo de 1995. Campbell fue coescritor de la serie hasta la edición #18, y fue el artista habitual, dejando el cómic en la edición #20 (junio de 1997).
En 1998, Campbell, junto con compañeros artistas de cómic como Joe Madureira y el mexicano Humberto Ramos, fundó el subsello editorial Cliffhanger dentro del mismo Wildstorm Productions. Lanzó su propia serie de cómics Danger Girl a través de este sello. La historia, sigue las aventuras de un grupo de agentes secretos femeninos, aprovechando al máximo el talento de Campbell para dibujar la figura femenina en espectaculares secuencias de acción.
La serie Danger Girl ha generado ya un videojuego para la  Sony PlayStation, así como varios spin offs en historieta en forma de series limitadas y one-shots que fueron elaboradas por diferentes artistas en la industria del cómic americano. La mayoría de estos spin offs fueron escritos por el mismo Campbell.
En agosto de 2005, Campbell publicó  Wildsiderz , que cocreó con su 'compañero escritor' de Danger Girl  Andy Hartnell.
En febrero de 2006, el número 200 de  Nintendo Power  incluyó un póster con los personajes destacados de Nintendo dibujados por Campbell bajo su estilo artístico único, junto con una entrevista en la cual Campbell recordó su experiencia en el viejo concurso "Inventa el Último Videojuego"

Ese mismo año, Campbell proporcionó una portada variante para Justice League of America (vol. 2) #0, la primera edición de Brad Meltzer's como título.
En 2007, Campbell ilustró las portadas de la sexta edición de la serie limitada de Freddy vs. Jason vs. Ash.

### Marvel
En la convención "Comic Wizard World" 2006 celebrado en Los Ángeles, Marvel Comics anunció que Campbell firmó un contrato de exclusividad con la empresa, para trabajar en las series de Spider-Man junto con el escritor Jeph Loeb.
Entre 2001 y 2013, Campbell hizo numerosas portadas para The Amazing Spider-Man incluidas las ediciones 30 - 35 en 2001, 50 a 52 y 500 en 2003, y siete números hechos esporádicamente en las ediones 601 en 2009 y 700 en 2013. Su portada para la edición número 30 fue utilizado para la edición de bolsillo en 2003, que recopila las ediciones 30 y 31.

## Técnica y materiales

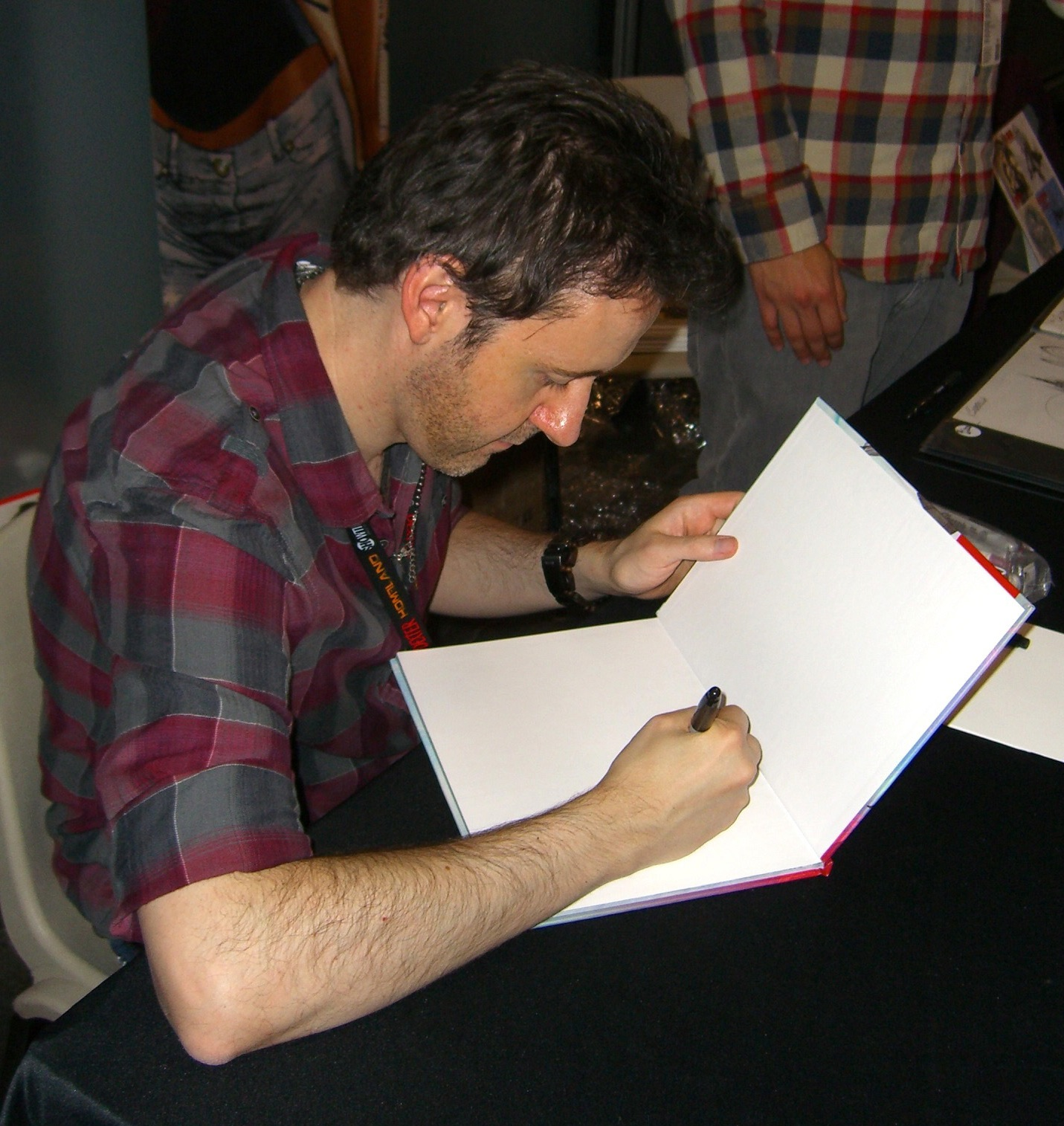
Cambpell dibujando

Campbell hace sus trazos con un lapicero y un lápiz Sanford turquesa H, utilizándolos para dar suavidad y sombras, por su capacidad para proporcionar profundidad y realce a los dibujos, con una cantidad mínima de manchas de polvo.
Utiliza este número porque establece un equilibrio entre muy duro, (y por lo tanto no lo suficientemente oscuro en la página) y demasiado suave, y por lo tanto propenso a las manchas y el desmoronamiento. Campbell evita su competidor más cercano, ya que la encuentra demasiado cerosa. Campbell también ha utilizado lápices HB, F y Lapicero F.
Él mantiene la nitidez de la puntilla con un sacapuntas de Berol turquesa, cambiándolos cada cuatro o seis meses, tiempo que mantiene su mejor capacidad para afilar la puntilla del lápiz.
Campbell utiliza una combinación de borradores Magic Rub, borradores en barra y desde que comenzó a entintar trabajos digitalmente, un borrador digital Sakura, a menudo afila la goma de borrar por un borde de las esquinas a fin de hacer el trabajo detallado más fino.